# Àrbitre Internacional (escacs)
En escacs, Àrbitre Internacional, sovint citat amb l'acrònim AI, o bé IA en versió anglesa, és un títol atorgat per la FIDE a persones que hagin demostrat capacitat per actuar com a àrbitre en matxs importants d'escacs (els àrbitres són responsables d'assegurar el compliment de les regles i lleis dels escacs). El títol fou establert l'any 1951.

## Requisits
Els requisits per a l'obtenció del títol són detallats a la secció B.01.2.1 del Handbook de la FIDE. Els requisits inclouen un excel·lent conteixement del reglament dels escacs, una provada imparcialitat, i una prèvia experiència com a àrbitre en torneigs importants. Al lloc web de la FIDE s'hi pot consultar la llista d'Àrbitres Internacionals.

## Àrbitres Internacionals que van ser també forts jugadors
Hi ha hagut forts jugadors d'escacs que han esdevingut també àrbitres internacionals. Alguns exemples:
- Albéric O'Kelly de Galway, GM que fou tres cops Campió Mundial d'escacs per correspondència abans d'esdevenir àrbitre internacional el 1962, i actuar com a àrbitre principal als matxs pel Campionat del món d'escacs dels anys 1966 i 1969.
- Lothar Schmid, GM que va ser també un fort jugador d'escacs tant en la modalitat clàssica com per correspondència abans d'esdevenir àrbitre internacional el 1975 i actuar com a àrbitre principal als matxs pel Campionat del Món de 1972, 1978 i 1986.
- Gideon Ståhlberg, GM que fou el millor jugador suec durant molts anys, i va arbitrar diversos dels matxs pel Campionat del Món on hi participava Mikhaïl Botvínnik.

### Àrbitres Internacionals catalans
- Antonio Medina García, MI que obtingué el títol d'àrbitre internacional el 1974, i sobretot a partir de la dècada dels 1980 va arbitrar nombrosos esdeveniments de la màxima categoria mundial, com la Final de Candidats de 1989 entre Anatoli Kàrpov i Andrei Sokolov, una semifinal de candidats entre Vassili Smislov i Zoltán Ribli el 1983, l'Olimpíada d'escacs de 1988 a Salònica, i el Torneig de la Copa del Món de Barcelona 1989.

En l'actualitat, els àrbitres internacionals catalans són
- Benitez Delgado, Josep Maria[1]
- Colls Gelabertó, Emili[2]
- De la Cruz Chumillas, Valerio[3]
- Fernandez-Diaz Mascort, Miquel[4]
- Gimenez Cañadas, Carlos[5]
- Martinez Hernandez, Noemí[6]
- Monné Aules, Enric[7]
- Navarro Perez, Manuel[8]
- Perez Pinazo, Cristina[9]
- Ramos Vizuete, Miguel[10]
- Rodriguez Font, Roger[11]
- Salgado Allaria, Carlos[12]
- Salvans Riba, Josep Maria[13]
- Segura Vila, Joan[14]
- Vega D'Aurelio, Davide[15]
- Zaiats, Vladimir[16]